# Пересвєтов Іван Семенович
Іван Семенович Пересвєтов (роки і місця народження та смерті невідомі) — російський політичний мислитель XVI ст., ідеолог сильної самодержавної влади московського царя та політики опричнини. Ідеї Пересвєтова справили значний вплив на Івана Грозного.

## Біографія
Достовірних біографічних відомостей про І. Пересвєтова не збереглося. Деякі дослідники взагалі сумніваються в реальності його існування. На думку О. М. Мироненка предки Пересвєтова походили з Чернігівщини. Пересвєтов був на службі у трьох монархів — угорського, чеського та молдовського. У 1538 або 1539 році Пересвєтов прибув до Москви. Тут склав Велику та Малу чолобитні царю Івану IV Грозному, в яких (переважно у Великій) сформулював свої політичні і правові ідеї. Подальша його доля невідома, можливо його було за наказом царя страчено під час опричнини.

## Твори
- Сочинения И. Пересветова / Подг. текст А. А. Зимин. — М.; Л., 1956. -— 386, [1] с.